# Live in Reykjavik
Live in Reykjavik is een livealbum van de IJslandse muziekgroep Mezzoforte, dat wereldwijd werd uitgebracht. De opnames zijn van een concert in Reykjavik in het City Theater aldaar in maart 2007. Het concert werd geregistreerd en in 2009 uitgegeven in 4 varianten:
- een 2-cd-set
- een dvd-set
- een speciale editie met extra tracks
- en een 2-LP-set

## Musici
- Johann Ásmundson – basgitaar
- Gulli Briem – slagwerk
- Eyþór Gunnarsson – toetsinstrumenten
- Friðrik Karlsson – gitaar
- Óskar Guðjónsson – saxofoon
- Bruno Mueller – gitaar
- Sebastian Studnitsky – toetsen en trompet
- Thomas Dyani – percussie
- Thorbjorn Sunde – trombone
- Jens Petter Antonsen – trompet

## Composities

### CD1
1. Expressway
2. Action man
3. Hard wired
4. Icebreaker
5. Nightfall
6. Evolution
7. Drive
8. Beyond the horizon
9. High Season
10. Surprise, Garden Party

### CD2
1. Prime Time
2. Early autumn
3. EG Blues
4. Later on
5. Cobra
6. Joyride
7. Happy hour
8. Four corners
9. Medley (Midnight sun, Spring fever, Rockall)